# Walter Laqueur
Walter Zeev Laqueur (n. 26 mai 1921, Breslau, Germania – d. 30 septembrie 2018, Washington, D.C., District of Columbia, SUA) a fost un istoric și publicist evreu american originar din Silezia (pe atunci parte din Germania). În anii 1938 a emigrat în Palestina,  devenind ulterior cetățean al Israelului, iar in 1953 s-a stabilit în Anglia și Statele Unite. În Statele Unite a fost profesor la Universitățile Brandeis și Georgetown. Domeniul studiilor sale a fost mai ales Holocaustul, Europa în timpul Războiului rece, terorismul și Conflictul din Orientul Mijlociu.  

## Biografie
Laqueur s-a născut în 1921 la Breslau, pe atunci în Germania (Republica de la Weimar) azi Wroclaw, în Polonia) într-o familie evreiască laică.Tatăl său, Fritz Laqueur era comerciant de salopete, iar mama sa, Elsa născută Berliner, era casnică. 
Laqueur a învățat la o școală elementară și la Johannesgymnasium din orașul natal, frecventate de copii ai aristocrației germane și ai păturii înstărite evreiești. El s-a distins la învățătură și a terminat școala elementară mai repede, izbutind să obțină diploma de bacalaureat înainte de agravarea represiunii contra evreilor în 1938. Între profesorii săi de liceu s-a numărat istoricul Willy Cohn, care a pierit in Holocaust, deportat fiind în Lituania.

În tinerețe Laqueur a achiziționat o cultură vastă, fiind între altele,un cititor asiduu de ziare, s-a îndeletnicit și cu sportul - atletism ușor, fotbal, handbal și box.Din punct de vedere politic ca adolescent a fost atras de ideile comuniste care mai erau difuzate ilegal, între altele, în scrierile lui Karl Korsch și Fritz Sternberg.
La 17 ani a renunțat de a se înscrie la studii de inginerie in Cehoslovacia, a lucrat un timp într-o fabrică și a obținut de la autoritățile britanice un certificat de emigrare în Palestina pentru a studia la Universitatea ebraică din Ierusalim. În noiembrie 1938, cu câteva zile înainte de Noaptea de cristal a ieșit din Germania și a ajuns in portul italian Triest, de unde a plecat cu un vapor în Palestina.
  Odată ajuns, cu ajutorul financiar al unui unchi, a început studii la Ierusalim. După un an universitar a întrerupt studiile și a lucrat în agricultură în kibuțurile Shaar Hagolan, Eyn Shemer și Zorea, unde a fost cooptat ca membru.La un moment dat s-a accidentat cu o fractură la picior și si-a folosit timpul învățând limba rusă, care a devenit a șasea limbă pe care a stăpânit-o, alături de germană, engleză, ebraică,arabă etc.
Apoi a lucrat ca ziarist la Ierusalim,inclusiv în zilele asediului din timpul Războiului de Independență al Israelului și după aceea.
La Ierusalim a locuit, mai întâi, în cartierul Issawiye, apoi în Colonia Germană. A învățat ca autodidact și a frecventat adesea Biblioteca Națională. A lucrat la ziarul Hamishmar, apoi Al Hamishmar, al mișcării de tineret sionist socialist Hashomer Hatzair, apoi la Palestine Post, devenit Jerusalem Post. A fost trimis ca reporter la taberele de arest britanice din Cipru. A trimis corespondențe și la ziarele americane și a redactat comentarii politice pentru Jerusalem Post și pentru radio Vocea Israelului.
Între timp, părinții săi, care nu au izbutit să emigreze din Germania, au pierit în Holocaust.

### Viața privată
Laqueur a fost căsătorit din 1941 cu Naomi Koch, care a decedat în 1995, cu care a avut două fiice.
A doua sa soție a fost Christa Susi Genzen.